# NGC 1484
NGC 1484 este o emission-line galaxy⁠(d) situată în constelația Eridanul. A fost descoperită în 28 noiembrie 1837 de către John Herschel. Se află la o distanță de 14,66 megaparseci de Pământ.